# Зустрічний бій

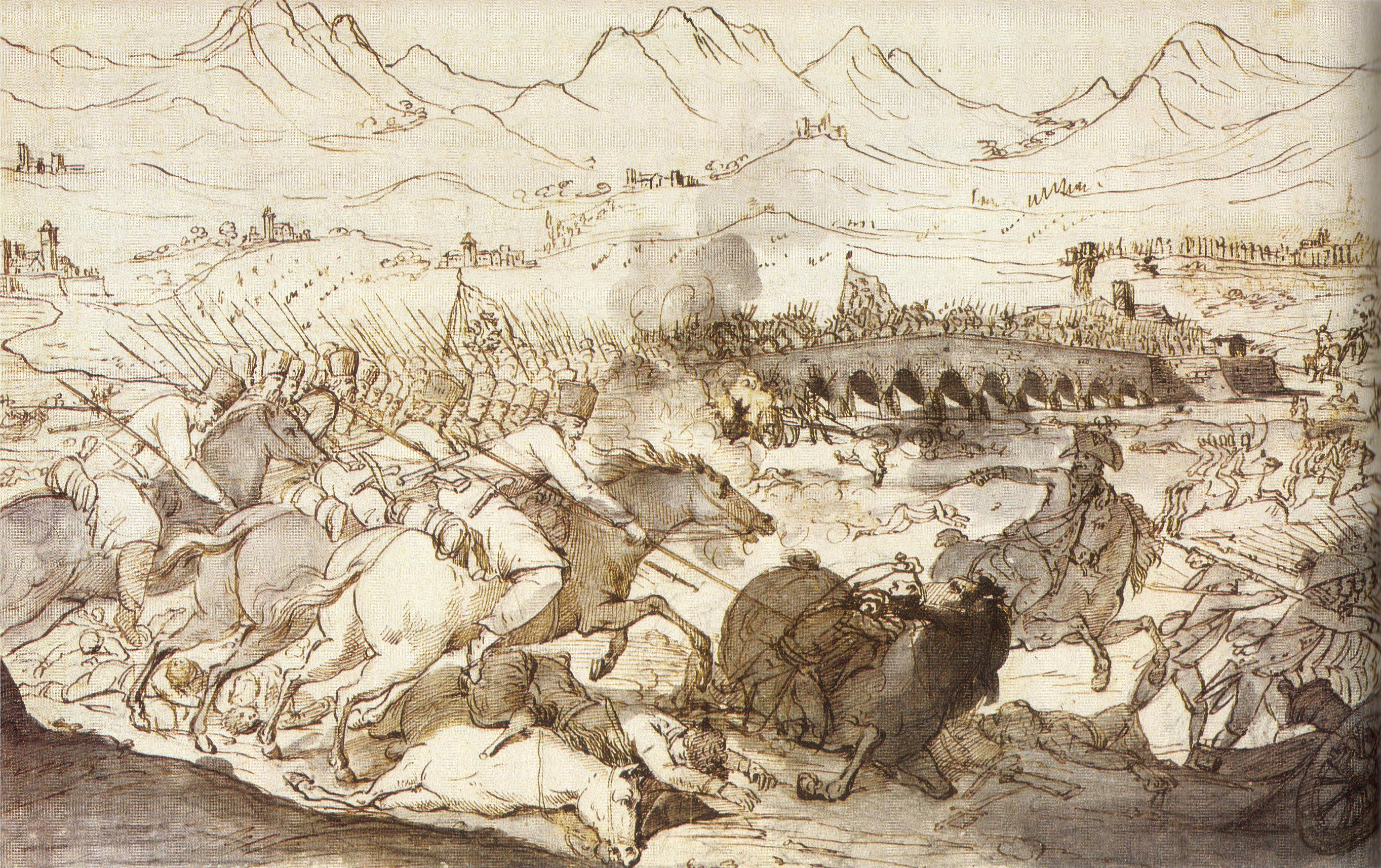
Битва при Требії. Війна другої коаліції

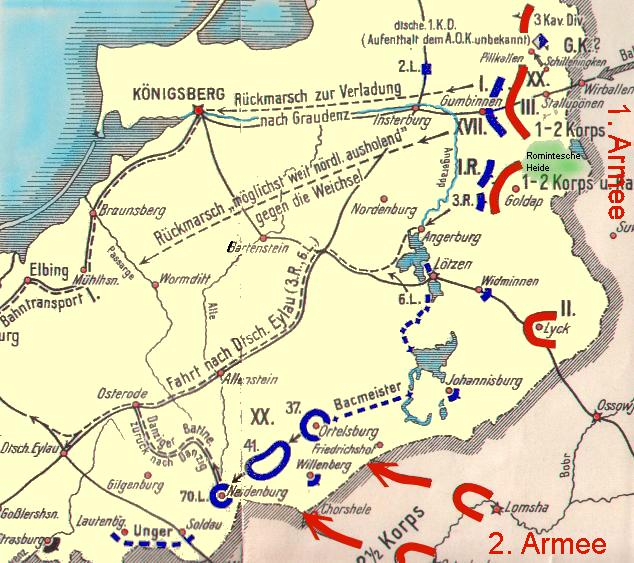
Битва при Гумбіннені. (20 серпня 1914)

Зу́стрічний бій — різновид наступального бою, в якому обидві сторони прагнуть виконати поставлені завдання наступом.

## Історія
Теорія і практика зустрічного бою розроблялася в арміях багатьох держав світу. Виникнення зустрічного бою відноситься на кінець 18 ст. (зустрічний бій на р. Тідоне і в зустрічній битві на р. Треббія в 1799 р.). Історичним прикладом зустрічного бою є бій біля Вафангоу (1904) в ході зустрічного бою на р. Шахе (1904) у російсько-японській війні. У 1-ій світовій війні зустрічні бої велися переважно на початковому періоді війни. Вони були результатом зіткнення військ сторін, котрі висувалися назустріч одна одній, і вступали у зустрічні битви (зустрічні бої в районах Гумбіннен, Гольдап, Красника, Томашова, на річках Марна, Урк тощо).
За часів Громадянської війни і військової інтервенції в Росії зустрічні бої найчастіше мали місце при діях кінноти (під Орлом, Кромамі, Воронежем у 1919 році, в районі станиці Єгорликська в 1920 та ін.) У німецько-радянській війні зустрічні битви виникали, як на їх початку при проведенні зустрічних боїв (у районах Шяуляя, Гродно, Луцька, Рівного, Броди тощо), так й при проведенні наступальних та оборонних операцій (зустрічний бій у Яхроми в 1941 році, в районі Котельниковський в 1942 році, в ході зустрічного битви біля Прохорівки в 1943 та інші). Особливо часто зустрічні бої вели танкові і механізовані частини і з'єднання.
У післявоєнний період, як наголошується в статутах низки армій світу, підвищенням рухливості військ, зрослі їх бойові і маневрені можливості, що ще більше підвищили значення зустрічного бою в бойових діях підрозділів, частин і з'єднань. Зустрічний бій можливий на марші, у наступі при відбитті контратак і контрударів, при розвитку успіху, при зіткненні з військами противника, що висуваються для закриття проломів або заняття важливих рубежів, а в обороні — при проведенні контратак і контрударів, при знищенні повітряних і морських десантів.

## Зміст
Зустрічний бій характеризується звичайно швидким зближенням сторін і вступом у бій з ходу; напруженою боротьбою за захоплення і утримання ініціативи; розгортанням бойових дій на широкому фронті; недостатньою ясністю обстановки, частими і різкими її змінами; крайньою обмеженістю часу на організацію бойових дій.
Найбільш характерними способами дій військ у зустрічному бою є: завдавання по супротивнику випереджувальних вогневих ударів, швидке введення головних сил і завдавання ними ударів по флангах і тилу головного угруповання супротивника з метою її розтину і розгрому в короткі терміни. Якщо за умовами обстановки одна зі сторін відмовиться від подальшого наступу, зустрічний бій переросте в інші види бойових дій — в оборону для однієї сторони і наступ на противника, який обороняється, для іншої, або у відхід і переслідування. Зустрічний бій може також перерости в зустрічну битву.
Найважливішими умовами успіху зустрічного бою є: безперервна глибока розвідка, випередження в завдаванні вогневих ударів, розгортання і перехід в атаку головних сил, своєчасне прийняття рішення і швидке доведення завдань до підпорядкованих військ. Важливими передумовами успіху в зустрічному бою є також завчасне створення угруповання сил і засобів, виходячи із задуму майбутнього бою, захоплення вигідних для розгортання головних сил рубежів, зосередження основних зусиль на головному напрямку, раптовий удар у фланг і в тил противнику, надійна ППО, забезпечення флангів і тилу, тверде управління військами.
Рішення на зустрічний бій приймається, як правило, по карті і уточнюється на місцевості. Бойовий порядок військ будується з таким розрахунком, щоб забезпечувалося завдавання по противнику потужного початкового удару, швидке використання результатів застосування ядерної зброї (якщо воно застосовується) і вогню звичайних засобів, завдання рішучої поразки противнику на усю глибину його бойового порядку. Основні сили і засоби, в першу чергу танкові підрозділи (частини) і підрозділи (частини) на БТР (БМП), використовуються для завдання головного удару. Зміст бойових завдань підрозділам і частинам визначається залежно від їх місця і ролі в бойовому порядку. При організації взаємодії особлива увага приділяється погодження питань щодо попередження противника у відкритті вогню і в розгортанні в бойовий порядок, а якщо застосовується ядерна зброя, то й своєчасному використанню військами результатів ядерних ударів.
Безпосередньому зіткненню підрозділів і частин сухопутних військ в зустрічному бою, як правило, передує завдавання по противнику, що наближається, авіаційних ударів. Особливо ефективними такі удари можуть виявитися по колонах військ, які проходять через вузли доріг, переправи, тіснини, дефіле та інші вузькості. Розвідувальні підрозділи, виявивши противника, що не вплутуються в бій, а прагнуть проникнути до головних сил, визначити їх склад, угруповання, напрямок руху, проміжки, фланги, можливі рубежі розгортання і характер дій. Зустрічний бій зазвичай починається зіткненням передових частин і підрозділів (передових загонів, частин прикриття, органів похідної охорони). Від цього багато в чому залежить захоплення ініціативи, характер і способи подальших дій військ.
Передові частини (підрозділи) знищують дрібні групи противника, що зустрічаються на їх шляху, з ходу захоплюють призначені рубежі і утримують їх до підходу головних сил. При зустрічі з переважаючими силами вони активними діями стримують їх наступ на вигідних рубежах, забезпечують розгортання і вступ у бій головних сил.
Із зав'язкою зустрічного бою підрозділи першого ешелону приховано, по найкоротших шляхах висуваються на свої напрямки і, використовуючи результати вогневого ураження, рішуче атакують противника. Просуваючись у глибину, вони розчленовують його основне угруповання і знищують її по частинах. Артилерія у взаємодії з авіацією підтримує атаку механізованих та танкових підрозділів, уражаючи об'єкти, що перешкоджають їх просуванню. Початковий удар нарощується введенням в бій підрозділів (частин) 2-го ешелону і резервів. Спроби супротивника перейти до оборони в ході зустрічного бою зриваються рішучими діями атакуючих підрозділів, вогнем артилерії і ударами авіації. При виявленні відходу супротивника негайно організовується його невідступне переслідування. У разі невдалого результату зустрічного бою війська закріплюються на досягнутому рубежі і вогнем всіх засобів сковують противника до підходу свіжих сил.
Зустрічний бій вимагає від особового складу великої напруги моральних і фізичних сил, гарної підготовки, сміливості, ініціативи й рішучості.